# Imzouren
Imzouren (arabă إمزورن) este un oraș în Maroc. Are aproximativ 100.000 de locuitori.